# Phileucourtus bicornutus
Phileucourtus bicornutus är en skalbaggsart som beskrevs av Roger Paul Dechambre 2008. Phileucourtus bicornutus ingår i släktet Phileucourtus och familjen Dynastidae. Inga underarter finns listade i Catalogue of Life.